# Félix de Azúa
Félix de Azúa (né le 30 avril 1944 à Barcelone) est un professeur d'esthétique et de philosophie, poète, romancier, essayiste et traducteur espagnol, dont l'œuvre est écrite en castillan. 

## Biographie
Il dénonce avec férocité les mensonges du monde dans lequel nous vivons : « Mieux vaut faire attention à ce que l'on trouve, et non pas à ce que l'on cherche. »
Félix de Azúa a été directeur de l'Institut Cervantes à Paris. Avec Eduardo Mendoza, Manuel Vázquez Montalbán, José Angel Valente, Antonio Gamoneda, Pere Gimferrer, Julian Rios, et d'autres, Félix de Azúa fait partie de cette génération d'écrivains qui redonnèrent vie à la l'Espagne démocratique.
Il fait partie, avec d'autres intellectuels espagnols des années 1960, de la Gauche divine.

## Œuvres
Poésie
- 1989 : Poesía (1968-1989), Madrid, Hiperión  (ISBN 84-7517-271-7)

Nouvelles
- 1986 : Historia de un idiota contada por él mismo.
- 1987 : Diario de un hombre humillado, Anagrama  (ISBN 978-84-339-1756-0).

Roman en français
- L'heure du choix, Paris, Le Seuil, 2004, 343 pages, traduit de l'espagnol par Eric Beaumatin.
- Quelques questions de trop, roman, Le Seuil, 1995, 202 pages, traduit de l'espagnol par Eric Beaumatin.
- Histoire d'un idiot racontée par lui-même, Paris, Le Seuil, 1986 (Historia de un idiota contada por él mismo) traduit de l'espagnol par Eric Beaumatin.
- Journal d'un homme humilié (Diario de un hombre humillado), Paris, Le Seuil, 1987, 358 pages, traduit de l'espagnol par Eric Beaumatin.
- Hautes Trahisons, Paris, Seuil, 1995, 228 pages, traduit de l'espagnol par Eric Beaumatin.